# Blender (tạp chí)
Blender là một tạp chí âm nhạc của Hoa Kỳ và được mô tả là "một cẩm nang âm nhạc và nhiều hơn thế nữa".

## Nội dung
Tạp chí bao gồm danh sách các album, nghệ sĩ và ca khúc thuộc hạng "hay nhất" và "tệ nhất". Trong mỗi số báo, họ đều viết một bài đánh giá về các đĩa đơn hoặc album mới của nghệ sĩ phát hành gần đây.

## Tiểu sử
Blender được phát hành bởi hãng Dennis Publishing. Kì báo đầu tiên được phát hành vào năm 1994 với dạng CD-ROM do Jason Pearson, David Cherry & Regina Joseph, mua lại bởi Felix Dennis/Dennis Publishing, UK. Tạp chí này đã phát hành 15 đĩa CD trực tuyến và mở trang web chính thức vào năm 1997. Ấn bản giấy đầu tiên được phát hành vào năm 1999 với nhiều mục hơn. Còn CD-ROM Blender sau này được kèm theo các quảng cáo của các hãng nổi tiếng như Calvin Klein, Apple Computer, Stephen Colbert, Toyota và Nike.

## Kết thúc
Owner Alpha Media Group đã đóng cửa tạp chí Blender vào 26 tháng 3 năm 2009, và sau đó chuyển tạp chí thành báo mạng với 30 công nhân và chỉ giữ lại tạp chí Maxim. Ấn phẩm cuối cùng của Blender được phát hành vào tháng 4 năm 2009.

## Liên kết
- Website chính thức